# Uromycladium robinsonii
Uromycladium robinsonii är en svampart som beskrevs av McAlpine 1906. Uromycladium robinsonii ingår i släktet Uromycladium och familjen Pileolariaceae.   Inga underarter finns listade i Catalogue of Life.